# 三浦襄
三浦 襄（みうら じょう、1888年（明治21年）8月10日 - 1945年（昭和20年）9月7日）は、日本の実業家。第二次世界大戦時に日本の占領下にあったバリ島でインドネシア解放の大義を信じ民政部顧問として働いたが、日本の敗戦により解放の約束を果たせず、その責任を取り自決した。

## 生涯

### 幼少期～南洋商会時代
1888年（明治21年）、日本基督一致教会の牧師一家の次男として仙台にて生まれる｡秋田中学（現・秋田県立秋田高等学校）に進むも、在学中は、経済的状況の厳しさから牛乳配達のアルバイトをして過ごした。1905年（明治38年）、父のハワイ日本人教会赴任に伴い、東京都港区に引っ越し、明治学院普通部に編入。
やがて堤林数衛が商売と伝道を兼ねて設立した南洋商会への入会を決意すると、1908年（明治41年）、明治学院を中退し、1909年（明治42年）4月にジャワ島スマランに渡航。しかし、約半年後の同年12月に南洋商会を脱退する。

### インドネシアでの事業展開
南洋商会を脱会した三浦は、同志5名とともに南洋の各地（バリ島、ロンボク島、スマトラ島）を流浪し、1912年（大正元年）、セレベス島マカッサルで雑貨・小売業を開業した。1916年（大正5年）に日本に帰国し、結婚。同年12月に鶴間春二とともに日印貿易商会を開業。本店をセレベス島マカッサルに置き、支店および出張所を4カ所に置き、南洋における通商貿易、栽培漁業、製油、採鉱、造船を扱った。経営は順調に進むも、1925年（大正14年）ごろ、鶴間が強盗に殺害され、同会は解散。その後、三浦はトラジャで岸将秀とコーヒー園の経営を開始。

### バリ島への移住

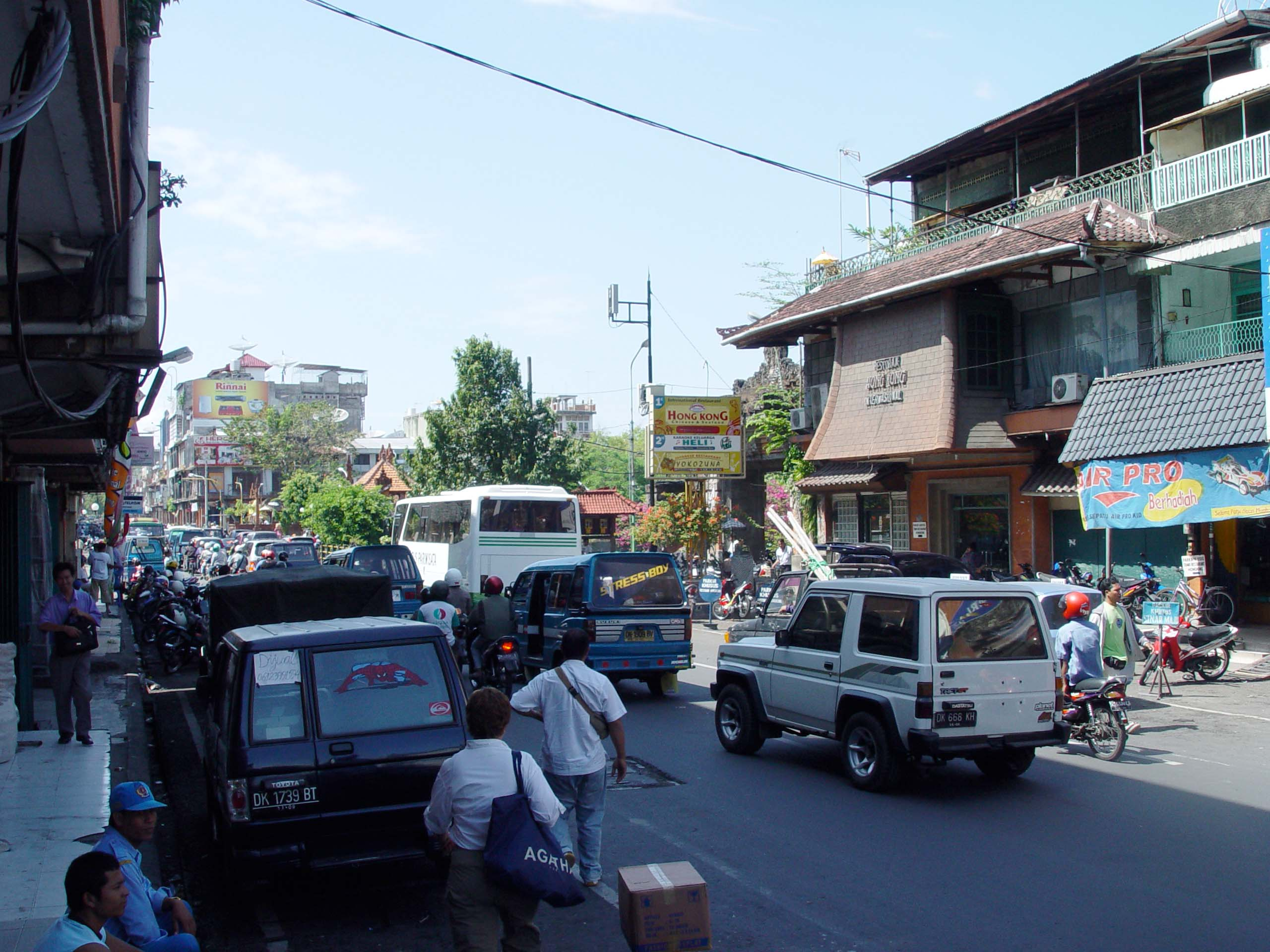
デンパサールのガジャマダ通り（2005年）

1928年（昭和3年）に再婚（前妻は過労死）。1930年（昭和5年）にコーヒー園の経営をあきらめ、バリ島へ移住。三浦一家はデンパサールに居を構え、ガジャマダ通りの一角にて自転車の修理業を始める（この頃のバリ島には、三浦を含め3家族しか日本人は定住していなかった）。やがて、南洋浪人2人を雇い入れ、ブレレン、クルンクンに支店を開業。バリ人からは、「トコ・スペダ・トワン・ジャパング」（自転車屋の日本の旦那）として慕われた。

### 日本軍政下の活動
太平洋戦争の開戦前後、三浦は日本に帰国。しかし、1942年（昭和17年）に召集を受け、同年2月、陸軍第48師団今村隊の随員として、再びバリ島サヌール海岸に上陸した（バリ島沖海戦）。三浦は、現地の王族たちを集めて、太平洋戦争の意義を通訳し、また自らも演説するなど宣撫工作に従事した。この頃の三浦は、太平洋戦争の大義を信じており、次のように語ったという。

この戦争は、バリ島はもちろん、アジア10億の解放運動であり、それぞれの所を得せしめる戦いである｡インドネシアは必ず日本軍の力で独立させるのだ｡日本は決して嘘をいわない｡

まもなくバリ島の治安は回復。当時の軍政にあたった堀内豊秋は、三浦に全幅の信頼を置き、住民統治の仕事を委ねた結果であると記している。
また、1942年5月に、バリから他の軍政地域への牛豚の移出が計画されると、三浦はこれに参画し、バリ畜産会を設立。さらに、食品加工後の残骸から歯ブラシや釦の製造を行なう三浦商会を立ち上げた｡これらの業務は、具体的実務のいっさいがバリ人に委ねられ、三浦はそれを監督し、軍に対して責任を負う方式が採られた。
これらのほかにも、三浦は、通訳や民政部顧問として、軍部と現地社会との仲介役として活躍するようになった。たとえば、三浦は、日本軍人がバリ人をぞんざいに扱った事件を憤慨の気持ちとともに数多く日記に書き留めており、バリ島の陸軍慰安所に拘引された女性を自らの力で取り返したこともあった。
現地バリ人との交流については、とりわけ後にインドネシア独立後の初代バリ州（小スンダ州）知事となったイ・グスティ・クトット・プジャと親しく交わった。

### インドネシア独立のために
三浦は、病気療養のため1944年（昭和19年）5月に日本に帰国していたが、「死線を越えて原住民と約束した帰国を断然履行せねば日本人の信用に関する｡男子の一言戦局が如何に吾れ非ざりと雖も、死が行手に待ちかまえていても使命は断じて果さねばならぬ」として、同年12月に再びバリ島へ戻った。同年9月にインドネシア独立を容認する小磯声明が出されており、三浦もその実現に向けて動いた。
バリ島のシガラジャで独立に向けた「小スンダ建国同志会」がプジャを代表として結成されると、三浦は日本人として唯一、この同志会に加わり事務総長に就任。バリ畜産会、三浦商会の経営を現地バリ人に委ね、シガラジャに出向いた。敗戦の前日、1945年（昭和20年）8月14日のことであった。
しかし、三浦はまもなく敗戦を知る。しばらく身を隠すも、自決の決意を胸に秘め、謝罪の旅を敢行。連合軍の進駐が目前に迫るなか、9月6日の晩餐でプジャらに対して別れを告げ、インドネシアの独立が許容されるはずだった翌7日午前6時、ピストルを撃ち込んで自決。遺された遺書には、次のような文言がしたためられていた。

この戦争で、我が祖国日本の勝利を念ずるためとは言え、私は愛するバリ島の皆様に心ならずも真実を歪めて伝え、日本の国策を押し付け、無理な協力をさせたことをお詫びします。今まで大きな顔をして威張りかえっていた日本人も明日からは捕虜として皆様の前に惨めな姿を見せるでしょう。彼等が死なずに屈従するのは、新しい日本、祖国の再建に尽くそうと思っているからです。死ぬのは一人で良いと思います。私が日本人皆の責任を負って死にます。

当時の三浦に随行していた藤岡保夫もまた、三浦の自決の理由を以下のように整理している。
1. 戦時中、バリ人に対して「日本人は戦争に負けたら、武士道の精神に則り、腹を切る」と言ってきたが、誰も自決していない。このままでは日本人は嘘つきだと思われてしまうので、自分が代表となる。
2. 敗戦により、インドネシア独立のために活動することが適わなくなったので、せめて魂をこの地にとどめ独立を見守りたい。
3. 戦時中及び特に戦後の日本人の行動は恥じるべきものであり、自分の自決によって彼らに反省をうながしたい。

進駐したオーストラリア・オランダ軍は三浦の葬儀を許可した。「三浦襄はバリ人のために生き、インドネシア独立のために死んだ」との墓碑とともに、デンパサール市のトゥガル・ベモ・ステーション近くの住民墓地に埋葬されている。